# Richard Nemec
Richard Nemec (ur. 3 maja 1972 w Bratysławie) – słowacki siatkarz, występujący na pozycji środkowego bloku.
Jego atrybuty fizyczne to 201 cm i 98 kg. Zasięg w ataku tego gracza wynosi 353 cm, a zasięg w bloku 351 cm. Był członkiem juniorskiej i seniorskiej reprezentacji Czechosłowacji, występował na Mistrzostwach Świata Kadetów w Zjednoczonych Emiratach Arabskich rozgrywanych w roku 1989. Występował także w roku 1991 na Mistrzostwach Świata Juniorów w Egipcie. Z reprezentacją Słowacji występował na Mistrzostwach Europy 1993, 1997 rozgrywanych w Holandii, 2001, rozgrywanych w czeskiej Ostrawie i 2003. Wraz z zespołem VKP Bratislava zdobył pięciokrotne mistrzostwo Słowacji, z zespołem VfB Friedrichshafen mistrz Niemiec i zdobywca Pucharu Niemiec (1998), z Herculesem Saloniki wicemistrz Grecji (2001), z Sisleyem Treviso wicemistrz (2002) i mistrz (2003) Włoch, także zdobywca Pucharu Włoch. Trzykrotnie z rzędu był mistrzem Słowacji w siatkówce plażowej (1997, 1998, 1999), pięciokrotnie został wybrany najlepszym słowackim siatkarzem (1995, 1996, 1997, 1998, 1999). Oprócz tego wraz z zespołem Sisleya Treviso w roku 2003 zdobył puchar siatkarskiej Ligi Mistrzów. Richard Nemeč jest najwybitniejszym i najbardziej utytułowanym słowackim siatkarzem w historii.
Kluby:
- 1986–1997 VKP Bratysława
- 1997–1998 VfB Friedrichshafen
- 1998–2000 Ravenna
- 2000–2001 Hercules Saloniki
- 2001–2004 Sisley Volley
- 2004–2006 Cagliari